# 黑虎神與白虎神
黑虎神（又稱烏虎神）與白虎神，是台灣民間傳說中會傷害孕婦的兩種虎妖。其中白虎神會讓婦人成為「石女」無法懷孕，就算懷孕了胎兒也會被其吃掉；黑虎神則會殺害在夜晚外出的婦女和裡面的胎兒。
據說年齡的數字裡有個九的婦女最容易被虎神纏上。

## 習俗
為了避免家裡的人被虎神們危害，民間演變出不少對應牠們的做法：
- 結婚：結婚的日子避免選擇凶日、不准生肖屬虎的人接近新娘或洞房、懸吊豬肉給虎神吃避免危害到女方。[3]
- 謝白虎；在竹籠裡放入金銀紙、經衣、白飯、豬肉、紙糊的老虎後拿去河邊祭拜，並把金銀紙與紙老虎一起燒掉，用石頭壓住殘灰，代表將惡虎送走。[1][2]
- 如果被白虎神纏上，需要請道士或盲眼的占卜師來驅邪。